# أزيرين
أزيرين هو مركب عضوي حلقي نتروجيني له الصيغة الكيميائية C2H3N، ويكون على شكل صلب بلوري.
يتألف المركب بنيوياً من حلقة ثلاثية حاوية على ذرة نتروجين واحدة، بشكل مناظر لمركب الأزيريدين؛ إلا أن المركب غير مشبع، فهو بالتالي ينتمي إلى مجموعة الإيمينات الحلقية؛ أما مناظره الكربوني فهو حلقي البروبين.
هناك متصاوغان من الأزيرين وهما 1H-أزيرين، حيث يرتبط البروتون بشكل مباشر بذرة النتروجين، إلا أنه غير مستقر، ويتحول إلى المتصاوغ الآخر 2H-أزيرين.

## التحضير
يحضر 2H-أزيرين من خلال التفكك الحراري لمركبات فاينيل الأزيد عند ضغط منخفض، حيث يتشكل أسيتونتريل وكيتينامين كمركبات ثانوية؛ كما يتشكل النترين Nitrene كمركب وسطي.

## الخواص
يبدي المركب امتصاصاً أعظمياً في وسط من البنتان في مجال الأشعة فوق البنفسجية عند طول موجة مقداره λ = 229 نانومتر.
يبدي المركب خواصاً رنينية كما يبدي الشكل، حيث يعد كاتيون الأزيرين الأصغر من بين المركبات العطرية غير المتجانسة.

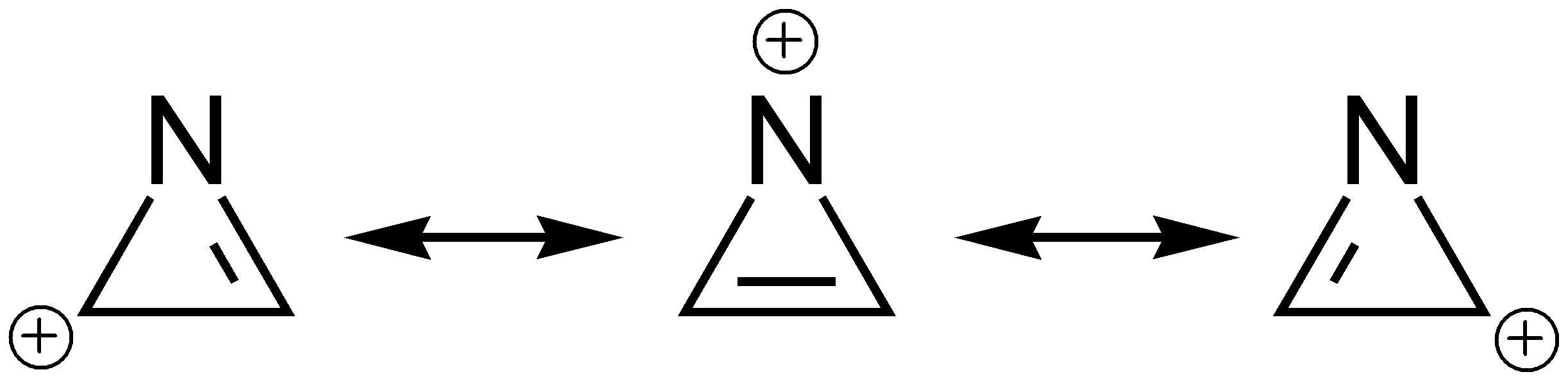
استقرار كاتيون الأزيرين بسبب الرنين.

## التفاعلات
يعد الأزيرين من المركبات النشيطة كيميائياً بسبب إجهاد الحلقة. يتفاعل المركب مع الإلكتروفيلات (الكواشفف المحبة للإلكترونات) ومع النوكليوفيلات (الكواشف المحبة للنوى) بشكل يؤدي إلى فتح الحلقة.
تتشكل مشتقات من الأزيرين كمركبات وسطية في تفاعل إعادة ترتيب نيبر.

## اقرأ أيضاً
- أزيريدين
- ديازيرين
- ديازيريدين
- ثييران